# نايجل مور
نايجل مور (20 أبريل 1930 بنورتش في المملكة المتحدة - 24 ديسمبر 2004 بنورتش في المملكة المتحدة) (بالإنجليزية: Nigel Moore)‏ هو لاعب كريكت بريطاني. لعب مع المقاطعات الوطنية للكريكيت الإنجليزي والويلزي ‏ وNorfolk County Cricket Club ‏ ونادي جامعة كامبريدج للكريكيت ‏.

## وصلات خارجية
- نايجل مور على موقع إي آس بي آن كريك إنفو (الإنجليزية)